# Macquartia erythromera
Macquartia erythromera là một loài ruồi trong họ Tachinidae.